# Morti il 21 giugno
| Questa pagina contiene informazioni ricavate automaticamente dalle voci biografiche con l'ausilio del template Bio e di un bot. L'aggiornamento è periodico e automatico e ricostruisce completamente la pagina. Se manca una persona in questa lista, sei pregato di non aggiungerla, ma accertati piuttosto che la sua voce biografica contenga il template Bio e che i dati anagrafici siano correttamente compilati. Se il template Bio manca, inseriscilo tu stesso o, in alternativa, metti l'avviso {{tmp\|Bio}} che ne segnala la mancanza. Se i dati riportati sono sbagliati, correggi direttamente la voce biografica; le modifiche saranno visibili in questa lista entro pochi giorni. Per chiarimenti vedi il progetto biografie. La lista contiene solo le 472 persone che sono citate nell'enciclopedia e per le quali è stato implementato correttamente il template Bio. Pagina aggiornata al 1 ago 2025. |

## III secolo a.C.(1)
- 217 a.C. - Gaio Flaminio Nepote, politico e generale romano

## III secolo(1)
- 223 - Liu Bei, generale cinese (n. 161)

## VI secolo(1)
- 524 - Clodomiro, re franco

## IX secolo(2)
- 868 - Ali al-Naqi, imam arabo (n. 828)
- 870 - Al-Muhtadi, arabo

## X secolo(1)
- 909 - Hatheburga di Merseburgo, nobile tedesca (n. 876)

## XI secolo(2)
- 1037 - Avicenna, medico, filosofo e matematico persiano (n. 980)
- 1040 - Folco III d'Angiò, conte

## XII secolo(1)
- 1171 - Walter de Luci, abate normanno (n. 1103)

## XIII secolo(2)
- 1208 - Filippo di Svevia, sovrano tedesco (n. 1177)
- 1221 - Enrico III di Limburgo, duca

## XIV secolo(6)
- 1305 - Venceslao II di Boemia, re (n. 1271)
- 1356 - Bolko II di Opole, nobile polacco
- 1359 - Erik XII di Svezia, re (n. 1339)
- 1377 - Edoardo III d'Inghilterra, re britannico (n. 1312)
- 1383 - Lalle II Camponeschi, nobile italiano
- 1390 - Bonifacio Lupi, politico e condottiero italiano (n. 1316)

## XV secolo(6)
- 1411 - Eric IV di Sassonia-Lauenburg, duca (n. 1354)
- 1412 - Angelo Cino, cardinale e vescovo cattolico italiano
- 1421 - Jean II Le Meingre, cavaliere medievale, diplomatico e politico francese (n. 1364)
- 1448 - Taddeo d'Este, condottiero italiano
- 1448 - Teodoro II Paleologo, bizantino (n. 1396)
- 1483 - Elisabetta di Nevers, nobile francese (n. 1439)

## XVI secolo(19)
- 1521 - Leonardo Loredan, doge (n. 1436)
- 1527 - Niccolò Machiavelli, politico, politologo e storico italiano (n. 1469)
- 1529 - John Skelton, poeta inglese
- 1547 - Sebastiano del Piombo, pittore italiano (n. 1485)
- 1558 - Filippo Archinto, arcivescovo cattolico italiano (n. 1495)
- 1558 - Piero Strozzi, nobile e generale italiano (n. 1511)
- 1570 - Juan Manrique de Lara, militare spagnolo (n. 1507)
- 1582 - Anayama Nobukimi, generale giapponese (n. 1541)
- 1582 - Mori Ranmaru, giapponese (n. 1565)
- 1582 - Murai Sadakatsu, militare giapponese
- 1582 - Mōri Yoshikatsu, militare giapponese
- 1582 - Oda Katsunaga, militare giapponese (n. 1568)
- 1582 - Oda Nobunaga, militare giapponese (n. 1534)
- 1582 - Oda Nobutada, militare giapponese (n. 1557)
- 1585 - Henry Percy, VIII conte di Northumberland, conte britannico (n. 1532)
- 1587 - Uccialì, ammiraglio ottomano (n. 1519)
- 1591 - Luigi Gonzaga, gesuita e santo italiano (n. 1568)
- 1596 - Jean Liébault, medico e agronomo francese (n. 1535)
- 1600 - John Rigby, inglese (n. 1570)

## XVII secolo(20)
- 1603 - Giacomo Antonio Cortuso, botanico italiano (n. 1513)
- 1606 - Sokolluzade Lala Mehmed Pascià, politico e militare ottomano
- 1614 - Bartolomeo Sculteto, giudice, matematico e astronomo tedesco (n. 1540)
- 1621 - Jan Jesenius, medico, politico e filosofo slovacco (n. 1566)
- 1621 - Luigi di Guisa, cardinale e arcivescovo francese (n. 1575)
- 1621 - Joachim Andreas von Schlick, politico boemo (n. 1569)
- 1621 - William Strachey, storico britannico (n. 1572)
- 1626 - Enrique Guzman de Haros, cardinale spagnolo (n. 1605)
- 1631 - John Smith, militare, marinaio e scrittore inglese (n. 1580)
- 1648 - Giovanni Vincenzo Imperiale, poeta e scrittore italiano (n. 1582)
- 1652 - Inigo Jones, architetto, scenografo e costumista britannico (n. 1573)
- 1657 - Jan van Ravesteyn, pittore olandese (n. 1572)
- 1661 - Andrea Sacchi, pittore italiano (n. 1599)
- 1666 - Filippo Niccolini, marchese italiano (n. 1586)
- 1668 - Agostino Castelvì, politico e militare italiano
- 1670 - Claude Duval, brigante francese (n. 1643)
- 1681 - Siegmund von Birken, poeta tedesco (n. 1626)
- 1689 - Thomas Blanchet, pittore e incisore francese (n. 1614)
- 1692 - Cristiano Ludovico I di Meclemburgo-Schwerin, duca (n. 1623)
- 1698 - John Arundell, II barone Arundell di Trerice, politico inglese (n. 1649)

## XVIII secolo(22)
- 1715 - Giovanni di Tobol'sk, religioso e teologo ucraino (n. 1651)
- 1721 - Johann Christoph Müller, cartografo tedesco (n. 1673)
- 1731 - Alberto Federico di Brandeburgo-Schwedt, principe (n. 1672)
- 1737 - Matthieu Marais, giurista e scrittore francese (n. 1664)
- 1738 - Charles Townshend, II visconte Townshend, nobile britannico (n. 1674)
- 1742 - Johannes Steuchius, arcivescovo luterano svedese (n. 1676)
- 1754 - Giovanni Battista Martinelli, architetto austriaco (n. 1701)
- 1755 - Giovanni Porta, compositore italiano (n. 1675)
- 1759 - Francesco Scipione Maria Borghese, cardinale e arcivescovo cattolico italiano (n. 1697)
- 1759 - Sebastián de Eslava, generale spagnolo (n. 1685)
- 1766 - Claudio Francesco Beaumont, pittore italiano (n. 1694)
- 1773 - Jorge Juan y Santacilia, matematico e scienziato spagnolo (n. 1713)
- 1775 - Carlo di Nassau-Usingen, nobile tedesco (n. 1712)
- 1777 - Georg Friedrich Meier, filosofo e teologo tedesco (n. 1718)
- 1782 - Giorgio Guglielmo d'Assia-Darmstadt, principe tedesco (n. 1722)
- 1786 - George Hepplewhite, ebanista britannico (n. 1727)
- 1788 - Johann Georg Hamann, filosofo prussiano (n. 1730)
- 1792 - Natale Dalle Laste, poeta e latinista italiano (n. 1707)
- 1796 - Richard Gridley, militare statunitense (n. 1710)
- 1797 - Andreas Peter Bernstorff, politico danese (n. 1735)
- 1797 - Engelbertus Lucas, ammiraglio olandese (n. 1747)
- 1800 - John Rutledge, politico statunitense (n. 1739)

## XIX secolo(68)
- 1804 - Valerian Aleksandrovič Zubov, generale russo (n. 1771)
- 1806 - Ignaz Schiffermüller, naturalista austriaco (n. 1727)
- 1806 - Francesco Saverio di Sassonia, principe tedesco (n. 1730)
- 1810 - Giovanni Battista Caprara Montecuccoli, cardinale, arcivescovo cattolico e diplomatico italiano (n. 1733)
- 1810 - Filippo Cinque, compositore e clavicembalista italiano
- 1810 - Martha White, nobildonna inglese (n. 1739)
- 1812 - Johann Friedrich August Tischbein, pittore tedesco (n. 1750)
- 1814 - Gilbert Elliot-Murray-Kynynmound, I conte di Minto, politico, diplomatico e nobile britannico (n. 1751)
- 1814 - Erasmus Gower, ammiraglio britannico (n. 1742)
- 1814 - Johann Martin Miller, scrittore tedesco (n. 1750)
- 1815 - Pierre-Jean-Baptiste Constant de Suzannet, generale francese (n. 1772)
- 1819 - Jiří Družecký, compositore ceco (n. 1745)
- 1819 - Johann Karl Christoph Nachtigal, teologo tedesco (n. 1753)
- 1821 - César-Guillaume de La Luzerne, cardinale e vescovo cattolico francese (n. 1738)
- 1821 - Alessandro Massaroni, brigante italiano (n. 1790)
- 1824 - Louis-François de Bausset-Roquefort, cardinale e vescovo cattolico francese (n. 1748)
- 1824 - Nicola Fergola, matematico italiano (n. 1753)
- 1825 - Francesco Basetti, patriota italiano (n. 1791)
- 1827 - José Joaquín Fernández de Lizardi, giornalista e scrittore messicano (n. 1776)
- 1828 - Leandro Fernández de Moratín, poeta, drammaturgo e saggista spagnolo (n. 1760)
- 1829 - Philipp Karl Buttmann, filologo classico tedesco (n. 1764)
- 1830 - Marco Alessandri, politico italiano (n. 1755)
- 1832 - Amalia d'Assia-Darmstadt, nobildonna (n. 1754)
- 1837 - Nikolaj Il'ič Tolstoj, ufficiale russo (n. 1794)
- 1837 - Giuseppa Tornielli Bellini, nobildonna italiana (n. 1776)
- 1840 - Ivan Osipovič de Witt, generale, agente segreto e nobile russo (n. 1781)
- 1846 - James Marsh, chimico britannico (n. 1794)
- 1846 - Jean Massieu, insegnante francese (n. 1772)
- 1847 - Francisco Javier de Cienfuegos y Jovellanos, cardinale e arcivescovo cattolico spagnolo (n. 1766)
- 1852 - Friedrich Fröbel, pedagogista e filosofo tedesco (n. 1782)
- 1857 - Louis Jacques Thénard, chimico francese (n. 1777)
- 1861 - Frederick Thomas Pelham, ammiraglio britannico (n. 1808)
- 1861 - Ludwig Preller, filologo classico e storico tedesco (n. 1809)
- 1865 - John William Lubbock, banchiere, astronomo e matematico britannico (n. 1803)
- 1866 - Louis Étienne Watelet, pittore francese (n. 1780)
- 1867 - Diego José Benavente, politico cileno (n. 1790)
- 1868 - Karl Theodor von Thurn und Taxis, generale e principe tedesco (n. 1797)
- 1873 - Clemente Altieri, VI principe di Oriolo, principe italiano (n. 1795)
- 1873 - Heinrich August Wilhelm Meyer, pastore protestante e teologo tedesco (n. 1800)
- 1873 - Lewis Tappan, mercante e attivista statunitense (n. 1788)
- 1874 - Anders Jonas Ångström, fisico svedese (n. 1814)
- 1875 - Guglielmo Forest, politico italiano (n. 1780)
- 1875 - Lodovico Gavioli, artigiano e orologiaio italiano (n. 1807)
- 1876 - Nicolò Biscaccia, letterato, storico e scrittore italiano (n. 1795)
- 1876 - Antonio López de Santa Anna, generale e politico messicano (n. 1794)
- 1877 - Ali di Johor, sovrano malese (n. 1824)
- 1877 - Nathaniel Palmer, navigatore e esploratore statunitense (n. 1799)
- 1878 - Giovanni Moriggia, nobile e pittore italiano (n. 1796)
- 1879 - Melchiorre Balbi, musicista, compositore e musicologo italiano (n. 1796)
- 1880 - Theophilus Hunter Holmes, militare statunitense (n. 1804)
- 1883 - Frédéric Flachéron, scultore e fotografo francese (n. 1813)
- 1883 - Nicola de Gemmis, letterato e patriota italiano (n. 1818)
- 1884 - Alessandro di Orange-Nassau, principe olandese (n. 1851)
- 1884 - Salvatore Misdea, militare italiano (n. 1862)
- 1885 - Antonio Oneto, esploratore e navigatore italiano (n. 1826)
- 1885 - Henri Tresca, ingegnere meccanico francese (n. 1814)
- 1886 - Juan Bautista Cambiaso, ammiraglio italiano (n. 1820)
- 1886 - Hugh Welch Diamond, psichiatra e fotografo britannico
- 1886 - Daniel Dunglas Home, scozzese (n. 1833)
- 1886 - Hoshiyar Qadin, egiziana
- 1888 - Victoria Benedictsson, scrittrice svedese (n. 1850)
- 1892 - Angelo Valvassori, politico italiano (n. 1811)
- 1893 - Silvio Spaventa, politico e patriota italiano (n. 1822)
- 1893 - Leland Stanford, politico statunitense (n. 1824)
- 1895 - Friedrich Tietjen, astronomo tedesco (n. 1832)
- 1898 - Manuel Tamayo y Baus, drammaturgo spagnolo (n. 1829)
- 1900 - Polibio Fumagalli, compositore, organista e pianista italiano (n. 1830)
- 1900 - Michail Nikolaevič Murav'ëv, politico e diplomatico russo (n. 1845)

## XX secolo(195)
- 1901 - Henri Helle, arciere francese (n. 1873)
- 1902 - Giovan Battista Magnaghi, oceanografo, politico e progettista italiano (n. 1839)
- 1904 - Giulio Benso della Verdura, patriota e politico italiano (n. 1817)
- 1905 - Juan Lindolfo Cuestas, politico uruguaiano (n. 1837)
- 1907 - Lena Rice, tennista irlandese (n. 1866)
- 1908 - Luís Cruls, astronomo belga (n. 1848)
- 1908 - Benedict Friedlaender, sociologo, sessuologo e economista tedesco (n. 1866)
- 1908 - Nikolaj Andreevič Rimskij-Korsakov, compositore e docente russo (n. 1844)
- 1914 - Bertha von Suttner, scrittrice austriaca (n. 1843)
- 1914 - Carl Benjamin Klunzinger, medico e zoologo tedesco (n. 1834)
- 1917 - Guido Poli, militare italiano (n. 1894)
- 1917 - Edmund Weiss, astronomo austriaco (n. 1837)
- 1918 - Edward Józef Abramowski, sociologo e psicologo polacco (n. 1868)
- 1918 - Bedřich Havlena, militare e patriota cecoslovacco (n. 1888)
- 1919 - Franz von Liszt, giurista tedesco (n. 1851)
- 1919 - Cesare Tallone, pittore italiano (n. 1853)
- 1920 - Josiah Conder, architetto inglese (n. 1852)
- 1920 - Gaetano Previati, pittore italiano (n. 1852)
- 1923 - Agostino Oglialoro Todaro, chimico italiano (n. 1847)
- 1925 - Salvatore Pagliaro Bordone, storico e saggista italiano (n. 1843)
- 1926 - Philip Burne-Jones, pittore britannico (n. 1861)
- 1926 - Marie Roze, soprano e docente francese (n. 1846)
- 1926 - Paul Souriau, filosofo francese (n. 1852)
- 1928 - Carl Axel Magnus Lindman, botanico e illustratore svedese (n. 1856)
- 1928 - Marie Novello, pianista gallese (n. 1884)
- 1929 - Leonard Trelawny Hobhouse, sociologo britannico (n. 1864)
- 1929 - Ödön von Tersztyánszky, schermidore ungherese (n. 1890)
- 1930 - Hans Ingi Hedemark, tenore e attore norvegese (n. 1875)
- 1931 - Pio del Pilar, generale, rivoluzionario e attivista filippino (n. 1860)
- 1932 - Giulia Novelli, mezzosoprano italiana (n. 1859)
- 1932 - Major Taylor, pistard statunitense (n. 1878)
- 1933 - Nicola Maria Audino, vescovo cattolico italiano (n. 1861)
- 1933 - Bonaventura Barattelli, compositore e pianista italiano (n. 1888)
- 1933 - Luigi Failla Tedaldi, entomologo italiano (n. 1853)
- 1933 - Umberto Paradisi, regista, attore e giornalista italiano (n. 1878)
- 1934 - Domenico Guerri, critico letterario italiano (n. 1880)
- 1937 - Luigi Battistelli, avvocato e partigiano italiano (n. 1893)
- 1938 - Maria Louise Kirk, pittrice e illustratrice statunitense (n. 1860)
- 1938 - Guido Petropoli, militare italiano (n. 1913)
- 1940 - Smedley Butler, generale statunitense (n. 1881)
- 1940 - Samuel Eyde, ingegnere e imprenditore norvegese (n. 1854)
- 1940 - Keshav Baliram Hedgewar, medico e attivista indiano (n. 1889)
- 1940 - Janusz Kusociński, mezzofondista polacco (n. 1907)
- 1940 - Alberico Marrone, militare italiano (n. 1921)
- 1940 - Hendrik Marsman, poeta olandese (n. 1899)
- 1940 - Maciej Rataj, politico polacco (n. 1884)
- 1940 - Remo Schenoni, militare italiano (n. 1913)
- 1940 - Tomasz Stankiewicz, pistard polacco (n. 1902)
- 1940 - John Taliaferro Thompson, militare statunitense (n. 1860)
- 1940 - Édouard Vuillard, pittore francese (n. 1868)
- 1942 - Ettore Bisagno, militare italiano (n. 1917)
- 1942 - Giovanni XIX di Alessandria, vescovo cristiano orientale egiziano (n. 1855)
- 1942 - Livio Pentimalli, militare italiano (n. 1921)
- 1943 - Alice Boughton, fotografa statunitense (n. 1866)
- 1943 - Elise Richter, filologa austriaca (n. 1865)
- 1944 - Leopoldo Gasparotto, partigiano, avvocato e alpinista italiano (n. 1902)
- 1944 - Nello Troggi, ciclista su strada italiano (n. 1912)
- 1945 - Josef Hora, poeta cecoslovacco (n. 1891)
- 1945 - Šime Milutin, calciatore jugoslavo (n. 1911)
- 1946 - Renato Bianchi, partigiano italiano (n. 1919)
- 1946 - Piero Campelli, calciatore italiano (n. 1893)
- 1946 - Amelia Pinto, soprano italiano (n. 1876)
- 1948 - Alice Brown, scrittrice e poetessa statunitense (n. 1856)
- 1948 - D'Arcy Wentworth Thompson, biologo e naturalista britannico (n. 1860)
- 1948 - Beachcroft Towse, ufficiale inglese (n. 1863)
- 1949 - Fritz Höger, architetto tedesco (n. 1877)
- 1949 - Heliodor Píka, antifascista e generale cecoslovacco (n. 1897)
- 1949 - Edward Wadsworth, pittore inglese (n. 1889)
- 1951 - Charles Dillon Perrine, astronomo argentino (n. 1867)
- 1951 - Gustave Sandras, ginnasta francese (n. 1872)
- 1952 - Gino Pieri, medico, partigiano e politico italiano (n. 1881)
- 1953 - Antonio Illersberg, compositore, direttore di coro e violinista italiano (n. 1882)
- 1953 - Franco Monzino, imprenditore italiano (n. 1891)
- 1953 - Rudolf Stanzel, allenatore di calcio austriaco (n. 1899)
- 1954 - Mario Puchoz, alpinista italiano (n. 1918)
- 1954 - Gideon Sundbäck, ingegnere svedese (n. 1880)
- 1955 - Erich Brandenberger, generale tedesco (n. 1892)
- 1956 - Cesare Milani, canoista italiano (n. 1905)
- 1957 - Maurice Audin, matematico francese (n. 1932)
- 1957 - Claude Farrère, scrittore francese (n. 1876)
- 1957 - Donald MacBride, attore statunitense (n. 1893)
- 1957 - Kay Nielsen, illustratore danese (n. 1886)
- 1957 - Johannes Stark, fisico tedesco (n. 1874)
- 1958 - Herbert Brenon, regista, sceneggiatore e attore irlandese (n. 1880)
- 1958 - Erna Bürger, ginnasta tedesca (n. 1909)
- 1958 - Robert Ghormley, ammiraglio statunitense (n. 1883)
- 1959 - Fay Lanphier, modella statunitense (n. 1905)
- 1960 - Wilfrid Johnson, giocatore di lacrosse britannico (n. 1885)
- 1960 - Alfred Wikenhauser, teologo tedesco (n. 1883)
- 1961 - Walter Marciano, calciatore brasiliano (n. 1931)
- 1963 - Renato Brozzi, scultore, incisore e orafo italiano (n. 1885)
- 1963 - Adrien Rommel, schermidore francese (n. 1914)
- 1963 - Mino Rosso, scultore e pittore italiano (n. 1904)
- 1963 - Harvey Sutton, mezzofondista e medico australiano (n. 1882)
- 1964 - Henryk Sztompka, pianista polacco (n. 1901)
- 1965 - Henry Weed Fowler, zoologo statunitense (n. 1878)
- 1966 - Ferdinando Innocenti, imprenditore italiano (n. 1891)
- 1966 - Raffaele Lombardi Satriani, etnologo italiano (n. 1873)
- 1966 - Salvator Ruju, poeta, scrittore e giornalista italiano (n. 1878)
- 1966 - Zhang Zhijiang, generale cinese (n. 1882)
- 1967 - Antonio Bertola, ciclista su strada e pistard italiano (n. 1914)
- 1967 - Luciano Fantoni, politico italiano (n. 1881)
- 1967 - Edward Skilton, tiratore a segno britannico (n. 1863)
- 1968 - Martti Aho, militare finlandese (n. 1896)
- 1968 - Mario Besesti, attore e doppiatore italiano (n. 1894)
- 1969 - Fred J. Balshofer, regista, direttore della fotografia e sceneggiatore statunitense (n. 1877)
- 1969 - Maureen Connolly, tennista statunitense (n. 1934)
- 1969 - Alberto D'Aversa, regista teatrale, regista cinematografico e sceneggiatore italiano (n. 1920)
- 1969 - Ezio Ercoli, pittore italiano (n. 1892)
- 1969 - Angelo Segrè, storico italiano (n. 1891)
- 1970 - Piers Courage, pilota di Formula 1 inglese (n. 1942)
- 1970 - Cecil Roth, storico e insegnante inglese (n. 1899)
- 1970 - Sukarno, politico indonesiano (n. 1901)
- 1971 - Aleksej Michajlovič Isaev, ingegnere sovietico (n. 1908)
- 1971 - Antoine Pol, poeta francese (n. 1888)
- 1972 - Nihat Bekdik, calciatore turco (n. 1902)
- 1972 - Giorgio Sisini, editore e ingegnere italiano (n. 1901)
- 1973 - Riccardo Chicco, pittore e docente italiano (n. 1910)
- 1974 - Ettore Lapadula, medico e critico d'arte italiano (n. 1919)
- 1975 - Max Braubach, storico tedesco (n. 1899)
- 1975 - Thorleif Larsen, calciatore norvegese (n. 1916)
- 1975 - Jean Mariotti, scrittore francese (n. 1901)
- 1976 - Margaret Herrick, statunitense (n. 1902)
- 1977 - Ugo Amoretti, calciatore e allenatore di calcio italiano (n. 1909)
- 1977 - Fritz Genschow, attore, regista e produttore cinematografico tedesco (n. 1905)
- 1978 - Stefano Ferrando, missionario e arcivescovo cattolico italiano (n. 1895)
- 1978 - Luther Youngdahl, politico e giurista statunitense (n. 1896)
- 1979 - Angus MacLise, musicista e poeta statunitense (n. 1938)
- 1979 - Dino Terragni, imprenditore e inventore italiano (n. 1927)
- 1980 - Bert Kaempfert, direttore d'orchestra, compositore e polistrumentista tedesco (n. 1923)
- 1980 - Francesco Patanè, pittore e scultore italiano (n. 1902)
- 1980 - Giulia Schucht, violinista e insegnante russa (n. 1896)
- 1981 - André Higelin, ginnasta francese (n. 1897)
- 1981 - Allyn Joslyn, attore statunitense (n. 1901)
- 1981 - Alberto Suppici, allenatore di calcio e calciatore uruguaiano (n. 1898)
- 1982 - Hendrik Wade Bode, ingegnere statunitense (n. 1905)
- 1982 - Fred Zollner, imprenditore e dirigente sportivo statunitense (n. 1901)
- 1983 - Andrea Boscione, giornalista italiano (n. 1927)
- 1984 - Károly Ferencz, lottatore ungherese (n. 1913)
- 1984 - Habib Khabiri, calciatore iraniano (n. 1952)
- 1984 - Davide Lajolo, scrittore, politico e giornalista italiano (n. 1912)
- 1984 - Oreste Moricca, schermidore e militare italiano (n. 1891)
- 1985 - Ettore Boiardi, imprenditore italiano (n. 1897)
- 1985 - Errico D'Amico, politico italiano (n. 1911)
- 1985 - Tage Erlander, politico svedese (n. 1901)
- 1986 - Fosco Corti, direttore di coro, compositore e organista italiano (n. 1935)
- 1987 - Mariano Cañardo, ciclista su strada spagnolo (n. 1906)
- 1987 - Gerardus Mooyman, militare e imprenditore olandese (n. 1923)
- 1987 - Italo Federico Quercia, fisico italiano (n. 1921)
- 1988 - Stefan Baretzki, militare tedesco (n. 1919)
- 1988 - John Duncan, Sr., politico e avvocato statunitense (n. 1919)
- 1989 - Alfredo Barbacci, ingegnere e architetto italiano (n. 1896)
- 1989 - Lee Calhoun, ostacolista statunitense (n. 1933)
- 1989 - Paul Doktor, violista austriaco (n. 1919)
- 1989 - Luigi Solaini, ingegnere e matematico italiano (n. 1909)
- 1990 - Luisa Aiani, architetta e designer italiana (n. 1914)
- 1990 - June Christy, cantante statunitense (n. 1925)
- 1990 - Ross Munro, giornalista e editore canadese (n. 1913)
- 1991 - Julio Gallardo, calciatore cileno (n. 1942)
- 1991 - Martin Rosenblatt, attore statunitense (n. 1917)
- 1991 - Klaus Schwarzkopf, attore e doppiatore tedesco (n. 1922)
- 1991 - Toshihiro Shimamura, giocatore di go giapponese (n. 1912)
- 1991 - Sandro Stucchi, archeologo italiano (n. 1922)
- 1992 - Harry Eagle, patologo statunitense (n. 1905)
- 1992 - Joan Fuster, scrittore spagnolo (n. 1922)
- 1992 - Li Xiannian, politico cinese (n. 1909)
- 1993 - Frantz Casseus, chitarrista e compositore haitiano (n. 1915)
- 1993 - André Frénaud, poeta francese (n. 1907)
- 1994 - Nives Gessi, politica, partigiana e sindacalista italiana (n. 1923)
- 1994 - Silvio Golzio, statistico, dirigente d'azienda e banchiere italiano (n. 1909)
- 1994 - Anton Hänggi, vescovo cattolico svizzero (n. 1917)
- 1994 - William W. Morgan, astronomo e astrofisico statunitense (n. 1906)
- 1995 - Al Adamson, regista statunitense (n. 1929)
- 1995 - Jun Hamamura, attore giapponese (n. 1906)
- 1995 - Katarína Lazarová, scrittrice slovacca (n. 1914)
- 1995 - Ulrich Thein, attore tedesco (n. 1930)
- 1996 - Reidar Karlsen, calciatore norvegese (n. 1911)
- 1997 - Eusebio Hernández, cestista cileno (n. 1911)
- 1997 - Shintarō Katsu, attore, produttore cinematografico e regista giapponese (n. 1931)
- 1997 - Karl Ridderbusch, basso tedesco (n. 1932)
- 1997 - Dragoljub Vukotić, attivista jugoslavo (n. 1924)
- 1998 - Anastasio Alberto Ballestrero, cardinale e arcivescovo cattolico italiano (n. 1913)
- 1998 - Dalmazio Cuttica, calciatore italiano (n. 1933)
- 1998 - Emma Danieli, attrice e annunciatrice televisiva italiana (n. 1936)
- 1998 - Paolo De Magistris, politico e storico italiano (n. 1925)
- 1998 - Peter Mander, velista neozelandese (n. 1928)
- 1998 - Elio Morille, canottiere italiano (n. 1927)
- 1998 - Michele Randazzo, giornalista e politico italiano (n. 1936)
- 1999 - Kami, batterista giapponese (n. 1972)
- 1999 - Karl Krolow, poeta tedesco (n. 1915)
- 1999 - Mara Selvini Palazzoli, psichiatra italiana (n. 1916)
- 2000 - Ion Alecsandrescu, calciatore e dirigente sportivo rumeno (n. 1928)
- 2000 - Ronny Coutteure, attore, sceneggiatore e regista belga (n. 1951)
- 2000 - Fausto Saraceni, produttore cinematografico, regista e sceneggiatore italiano (n. 1920)
- 2000 - John Simpson, calciatore inglese (n. 1918)

## XXI secolo(125)
- 2001 - Carlos Bello, calciatore argentino (n. 1925)
- 2001 - Alfredo Bianchini, attore, cantante e regista italiano (n. 1922)
- 2001 - John Lee Hooker, cantante, chitarrista e compositore statunitense (n. 1917)
- 2001 - Soad Hosny, attrice e cantante egiziana (n. 1943)
- 2001 - Carroll O'Connor, attore, regista e sceneggiatore statunitense (n. 1924)
- 2001 - Vernon Sewell, regista britannico (n. 1903)
- 2001 - Roberto Vallone, pilota automobilistico italiano (n. 1915)
- 2002 - Timothy Irving Frederick Findley, scrittore e sceneggiatore canadese (n. 1930)
- 2002 - Wladimiro Panizza, ciclista su strada e ciclocrossista italiano (n. 1945)
- 2002 - Carlo Savina, musicista, compositore e direttore d'orchestra italiano (n. 1919)
- 2002 - Berl Senofsky, violinista statunitense (n. 1926)
- 2002 - Clifford Possum Tjapaltjarri, artista australiano (n. 1932)
- 2003 - George Axelrod, sceneggiatore, regista e drammaturgo statunitense (n. 1922)
- 2003 - Piet Dankert, politico olandese (n. 1934)
- 2003 - Jean-Charles, umorista e scrittore francese (n. 1922)
- 2003 - Jason Moran, mafioso australiano (n. 1967)
- 2003 - Leon Uris, scrittore e sceneggiatore statunitense (n. 1924)
- 2003 - Franco Zappa, politico italiano (n. 1922)
- 2003 - Alvise Zichichi, scacchista italiano (n. 1938)
- 2004 - Ronald Ashman, allenatore di calcio e calciatore inglese (n. 1926)
- 2004 - Ruth Leach Amonette, scrittrice, educatrice e dirigente d'azienda statunitense (n. 1916)
- 2004 - Mac Ronay, attore francese (n. 1913)
- 2004 - Leonel Brizola, politico brasiliano (n. 1922)
- 2005 - Luigi Bonavoglia, ingegnere italiano (n. 1919)
- 2005 - Geoffrey Jones, regista britannico (n. 1931)
- 2005 - Günter Kubisch, calciatore tedesco orientale (n. 1939)
- 2005 - Antonino Occhiuto, economista italiano (n. 1912)
- 2005 - Jaime Sin, cardinale e arcivescovo cattolico filippino (n. 1928)
- 2006 - Nazzareno Natale, attore italiano (n. 1938)
- 2007 - Carlos Romero, attore statunitense (n. 1927)
- 2008 - Abdulah Gegić, allenatore di calcio e calciatore jugoslavo (n. 1924)
- 2008 - Scott Kalitta, pilota automobilistico statunitense (n. 1962)
- 2008 - Umberto Nordio, dirigente d'azienda italiano (n. 1919)
- 2008 - Marcello Pellegrini, ciclista su strada italiano (n. 1929)
- 2008 - Carlo Rivolta, attore e regista italiano (n. 1943)
- 2008 - Luciano Zagari, critico letterario e saggista italiano (n. 1928)
- 2009 - Luise Danz, militare e criminale di guerra tedesca (n. 1917)
- 2009 - José Nicomedes Grossi, vescovo cattolico brasiliano (n. 1915)
- 2009 - Luciano Loschi, calciatore italiano (n. 1926)
- 2010 - Darío Botero, filosofo, scrittore e avvocato colombiano (n. 1938)
- 2010 - Moustapha Dao, regista burkinabé (n. 1955)
- 2010 - Héctor Demarco, calciatore uruguaiano (n. 1936)
- 2010 - Manuela Righini, giornalista italiana (n. 1951)
- 2010 - İlhan Selçuk, giornalista e scrittore turco (n. 1925)
- 2010 - Annette Tison, architetta e scrittrice francese (n. 1942)
- 2011 - Maria Gomes Valentim, supercentenaria brasiliana (n. 1896)
- 2011 - Alena Reichová, ginnasta cecoslovacca (n. 1933)
- 2012 - Richard Adler, paroliere, compositore e autore televisivo statunitense (n. 1921)
- 2012 - Antonio Cao, pediatra italiano (n. 1929)
- 2012 - Adolfo Facchini, politico italiano (n. 1926)
- 2012 - Anna Schwartz, economista statunitense (n. 1915)
- 2012 - Ramaz Šengelija, calciatore sovietico (n. 1957)
- 2013 - Margret Göbl, pattinatrice artistica su ghiaccio tedesca (n. 1938)
- 2013 - Franco Landri, dirigente sportivo e calciatore italiano (n. 1939)
- 2013 - Alen Pamić, calciatore croato (n. 1989)
- 2013 - Elliott Reid, attore e sceneggiatore statunitense (n. 1920)
- 2014 - Marina Cepeda Fuentes, giornalista, scrittrice e conduttrice radiofonica spagnola (n. 1946)
- 2014 - Gerard Conlon, attivista nordirlandese (n. 1954)
- 2014 - Alberto Croce, pittore e scultore italiano (n. 1933)
- 2014 - Sergio Filippini, attore svizzero (n. 1938)
- 2014 - Robert Gardner, antropologo e regista statunitense (n. 1925)
- 2014 - Walter Kieber, politico liechtensteinese (n. 1931)
- 2014 - Glicerio Vettori, imprenditore e politico italiano (n. 1922)
- 2015 - Angelino Balistreri, pittore e scultore italiano (n. 1922)
- 2015 - Cora Combs, wrestler statunitense (n. 1927)
- 2015 - Veijo Meri, scrittore finlandese (n. 1928)
- 2015 - Remo Remotti, attore italiano (n. 1924)
- 2015 - Alexander Schalck-Golodkowski, politico tedesco orientale (n. 1932)
- 2015 - Gunther Schuller, cornista, compositore e saggista statunitense (n. 1925)
- 2015 - Lynn Steen, matematico statunitense (n. 1941)
- 2016 - Bryan Edwards, allenatore di calcio e calciatore inglese (n. 1930)
- 2017 - Vicky Berner, tennista canadese (n. 1945)
- 2017 - Tomasz Gnat, vescovo vetero-cattolico polacco (n. 1936)
- 2017 - Félix Mourinho, allenatore di calcio e calciatore portoghese (n. 1938)
- 2017 - Mario Russo, dirigente sportivo, allenatore di calcio e calciatore italiano (n. 1948)
- 2017 - Raymond Smith, calciatore inglese (n. 1929)
- 2017 - Giuseppe Tamburrano, storico, giornalista e politico italiano (n. 1929)
- 2017 - Steffi Walter, slittinista tedesca orientale (n. 1962)
- 2018 - Carlo Bernardini, fisico e divulgatore scientifico italiano (n. 1930)
- 2018 - Hugo Tristram Engelhardt, filosofo, biologo e medico statunitense (n. 1941)
- 2018 - Charles Krauthammer, giornalista e psichiatra statunitense (n. 1950)
- 2018 - Felicia Langer, avvocato e scrittrice tedesca (n. 1930)
- 2018 - Armando Merodio, calciatore spagnolo (n. 1935)
- 2018 - Virgil Nestorescu, compositore di scacchi rumeno (n. 1929)
- 2019 - Susan Bernard, attrice cinematografica e modella statunitense (n. 1948)
- 2019 - Dīmītrīs Christofias, politico cipriota (n. 1946)
- 2019 - Valentina Fortunato, attrice italiana (n. 1928)
- 2019 - Gilberto Antonio Marselli, sociologo italiano (n. 1928)
- 2019 - Leopoldo Attilio Martino, politico italiano (n. 1928)
- 2019 - Jan Meyers, politica statunitense (n. 1928)
- 2020 - Angela Madsen, atleta paralimpica statunitense (n. 1960)
- 2020 - Hugh Mellor, filosofo britannico (n. 1938)
- 2020 - Étienne Périer, regista cinematografico belga (n. 1931)
- 2020 - Bernardino Piñera Carvallo, arcivescovo cattolico e medico cileno (n. 1915)
- 2020 - Ahmed Radhi, calciatore e allenatore di calcio iracheno (n. 1964)
- 2020 - Zeev Sternhell, storico israeliano (n. 1935)
- 2020 - Bobby Storey, politico irlandese (n. 1956)
- 2020 - Bobana Veličković, tiratrice a segno serba (n. 1990)
- 2021 - Gianni Brusamolino, artista italiano (n. 1928)
- 2021 - Oleg Burlakov, imprenditore russo (n. 1949)
- 2021 - César Vieira, allenatore di calcio a 5 brasiliano (n. 1931)
- 2022 - Patrizia Cavalli, poeta e scrittrice italiana (n. 1947)
- 2022 - Jaylon Ferguson, giocatore di football americano statunitense (n. 1995)
- 2022 - Birgit Pohl, atleta paralimpica tedesca (n. 1954)
- 2022 - James Rado, attore, librettista e regista teatrale statunitense (n. 1932)
- 2022 - Elettra Romani, attrice teatrale, comica e cabarettista italiana (n. 1927)
- 2022 - Dragan Tomić, politico serbo (n. 1935)
- 2023 - Bruce Bourke, nuotatore e pallanuotista australiano (n. 1929)
- 2023 - Massimo Ciulli, arbitro di calcio italiano (n. 1940)
- 2023 - Guillermo Escalada, calciatore uruguaiano (n. 1936)
- 2023 - Lucia Hippolito, giornalista, personaggio televisivo e politologa brasiliana (n. 1950)
- 2023 - Mario Perani, politico italiano (n. 1936)
- 2023 - Eugenio Ragni, critico letterario, filologo e traduttore italiano (n. 1933)
- 2023 - Nora Watkins, allenatrice di calcio e calciatrice neozelandese (n. 1957)
- 2023 - Franco Zagari, architetto italiano (n. 1945)
- 2024 - Gianfranco Agostino Gardin, arcivescovo cattolico e religioso italiano (n. 1944)
- 2024 - Salah Aboud Mahmoud, generale iracheno (n. 1942)
- 2024 - Guido Mancini, pilota motociclistico italiano (n. 1938)
- 2024 - Vera Slepoj, psicologa e scrittrice italiana (n. 1954)
- 2024 - François Thual, funzionario e politologo francese (n. 1944)
- 2024 - Wang Tiecheng, attore e politico cinese (n. 1936)
- 2024 - Zhang Xuelei, cestista e allenatore di pallacanestro cinese (n. 1963)
- 2025 - Ermanno Corsi, giornalista e scrittore italiano (n. 1939)
- 2025 - Kailash Purryag, politico mauriziano (n. 1947)
- 2025 - Valentina Talyzina, attrice e doppiatrice sovietica (n. 1935)